# Guerriero
Guerriero – singiel włoskiego piosenkarza Marco Mengoniego wydany pod koniec listopada 2014 roku i promujący trzeci album studyjny artysty zatytułowany Parole in circolo.
Singiel dotarł do pierwszego miejsca włoskiej listy przebojów i uzyskał status potrójnej platynowej płyty w kraju za osiągnięcie wyniku ponad 150 tys. sprzedanych egzemplarzy.

## Lista utworów
Digital download/Winyl
1. „Guerriero” – 4:05

## Notowania i certyfikaty
| Kraj   | Lista (2014)  | Najwyższe miejsce |
| ------ | ------------- | ----------------- |
| Włochy | Album Top 100 | 1                 |

| Kraj   | Rok  | Miejsce |
| ------ | ---- | ------- |
| Włochy | 2014 | 34      |

### Certyfikaty
| Kraj   | Certyfikat | Sprzedaż |
| ------ | ---------- | -------- |
| Włochy | 5x Platyna | 250 000  |